# Uncinia negeri
Uncinia negeri är en halvgräsart som beskrevs av Georg Kükenthal. Uncinia negeri ingår i släktet Uncinia och familjen halvgräs. Inga underarter finns listade i Catalogue of Life.